# ECM Prague Open
Bell Challenge — міжнародний професійний тенісний турнір, який проводиться як серед чоловіків так і серед жінок. Турнір проводиться серед жінок з 1992, серед чоловіків з 1996 у чеському місті Прага.